# 13th Street
13th Street ist ein deutschsprachiger Pay-TV-Sender. Der Sender wird von NBCUniversal International Networks, bis Ende 2010 NBCUniversal Global Networks Deutschland GmbH, mit Sitz in München betrieben. Der Sender widmet sich den Genres Thriller & Crime und zeigt Serien, Spielfilme sowie Kurzfilme.
Daneben ist 13th Street auch in der Nachwuchsförderung von Regisseuren tätig. Der Sender verleiht jährlich den Kurzfilmpreis Shocking Shorts Award im Rahmen des Filmfests München und hat bisher knapp 40 Kurzfilme kofinanziert.
Im Zuge der Umfirmierung des Senderportfolios von NBC Universal, in Deutschland von 2011–2016 Universal Networks International, wurde 13th Street am 14. März 2011 in 13th Street Universal umbenannt. Mit der Umbenennung ging auch in Deutschland eine Neuausrichtung des Senders einher. Seit 2013 heißt der Sender wieder 13th Street.

## Eigenproduktionen
Das Programm des Senders wird auch durch Eigenproduktionen ergänzt. So präsentierte etwa Bela B. in der Astro-Show Horrorskop die dunklen Seiten der Tierkreiszeichen. Ralf Möller präsentierte das Action-Lexikon und Minh-Khai Phan-Thi mit Hell’s Kitchen – Gefährlich gute Küche eine Kochshow mit dem Szene-Koch Damien Klein. In den Böse-Nacht-Geschichten lesen bekannte Persönlichkeiten aus Film und Fernsehen Kurzgeschichten von bekannten Autoren.

## Empfang
13th Street ist in Deutschland, Österreich und der Schweiz über die Abo-TV-Plattform Sky sowie in Deutschland über die digitalen Programmangebote der Kabelnetzbetreiber Vodafone Kabel Deutschland und Unitymedia sowie über das digitale Paket des Kabelkiosks zu empfangen. Darüber hinaus ist 13th Street via IPTV über waipu.tv und die Pay-TV-Pakete von Telekom und Vodafone zu empfangen.
In der Schweiz kann der Sender über den Kabelnetzbetreiber UPC Schweiz, bei zahlreichen kleineren Kabelnetzbetreibern sowie über die Programm-Plattform Teleclub empfangen werden.
In Österreich kann der Sender bei Magenta Telekom, HD Austria, A1 Kabel TV und bei einigen Kabelnetzbetreibern auch über den Kabelkiosk empfangen werden. Großteils wird das Programm zusätzlich mit Original-Ton angeboten.

## Senderlogos

Logo von 13th Street bis März 2011
13th-Street-Logo 2011–2013
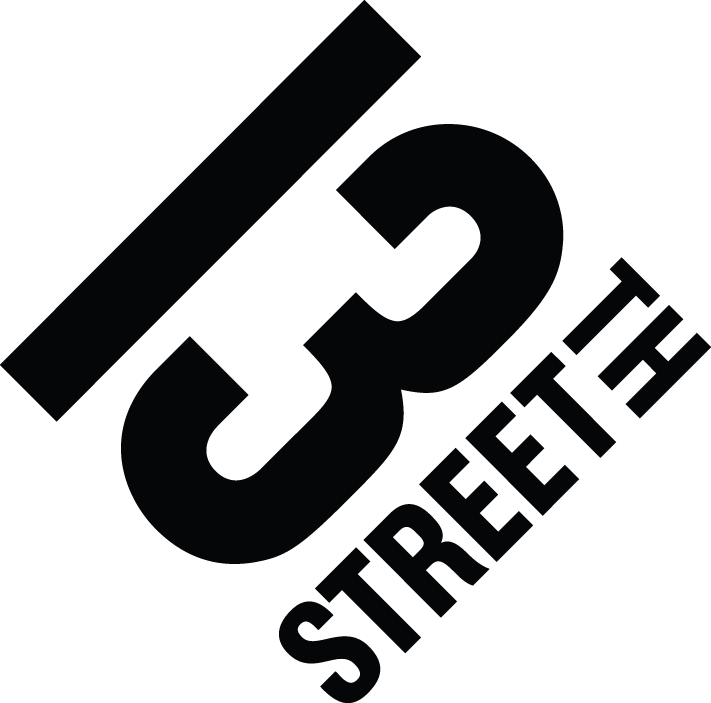
Logo bis September 2020
Logo der HD-Version bis September 2020
Logo seit September 2020
Logo von 13th Street HD bis 2024

## 13th Street HD
Seit 19. Juli 2011 wird der Sender auch in HDTV-Standard bei Vodafone Kabel Deutschland ausgestrahlt. Eine Aufschaltung bei Unitymedia erfolgte am 15. März 2012. Seit 17. Januar 2013 ist die HD-Variante über Sky zu empfangen. Bei Pÿur kann der Sender ebenfalls über das Pay-TV-Paket gesehen werden. Der Sender ist in Österreich ebenfalls in HD empfangbar.